# Tattoo (festival)
Pour les articles homonymes, voir Tattoo.

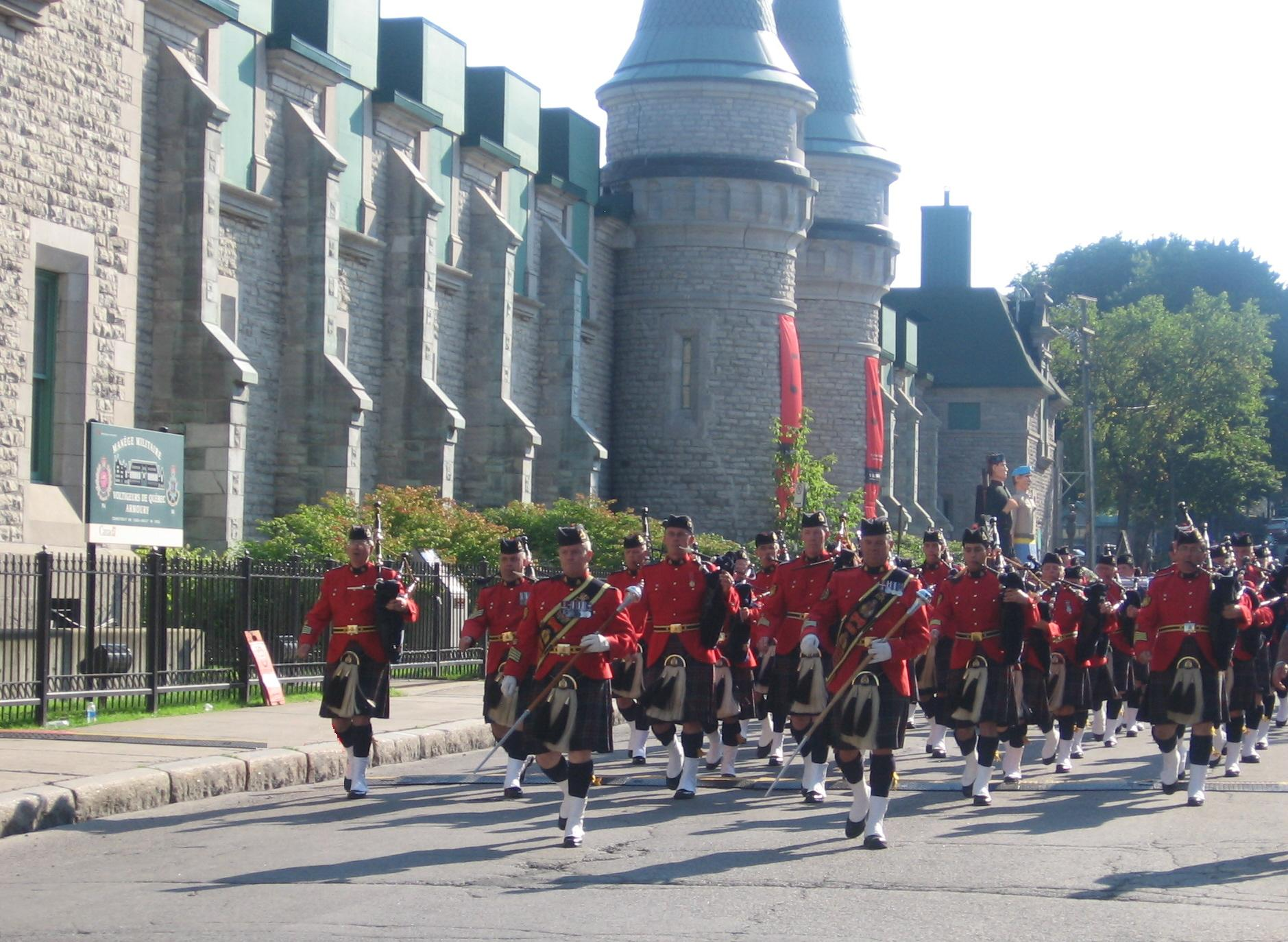
Tattoo militaire à Québec

Le terme tattoo, employé dans le registre de la musique militaire, fait référence, à l'origine, à une prestation de tambours militaires. C'est désormais la désignation de festivals de musiques militaires internationaux.
Au XVIIe siècle, alors que l'armée britannique combattait en Europe, en Belgique et aux Pays-Bas, les tambours étaient envoyés dans les rues des villes de garnison, à partir de 21 h 30 et jusqu'à 22 h, heure du couvre-feu, afin de signifier aux soldats qu'il était l'heure de rentrer au cantonnement. Ce procédé, appelé alors Doe den tap toe, signalait aussi aux différents bars qu'il était l'heure de cesser de servir et de fermer les portes de leurs établissements. Dans les villages hollandais du XVIIe siècle, les batteurs de tambours parcouraient les rues en tapant la mesure, avertissant les soldats dans les auberges, appelant le retour à leurs quarts de rassemblement de fin de soirée. Ce mot était aussi associé au bruit causé par le maillet en réinsérant les bouchons des barils de bière. Ce bruit sonnait tel un tambour. Par la suite, le mot fut repris pour nommer le « dernier appel militaire » au moment des couvre-feux. 
Les rencontres Tattoo étaient fréquentes vers la fin des années 1800 dans de nombreuses villes de garnison, incluant des prestations pouvant se dérouler tard dans les nuits d'été. Entre les deux guerres mondiales, les rencontres Tattoo prirent une certaine ampleur dans de nombreuses villes, la plus célèbre d'alors étant Aldershot.
Le désir de garder ce terme et l'évolution de son utilisation ont fait de cette expression l'annonce des exercices militaires de masse, offerte comme divertissement de soirée. Au fil des années, l'événement est devenu une fête. Les musiques, orchestres et troupes de démonstration ont transformé cette coutume martiale en un show avec projecteurs et jeux de lumière. Aujourd'hui, les « tattoos » sont des événements extraordinaires soutenus par des formations militaires en marche, regroupant des centaines de musiciens, incluant des concours d'habileté militaires, des démonstrations artistiques, des performances musicales et des chorégraphies de militaires. Notons parmi les plus grands « tattoos militaires » reconnus dans le monde, ceux d'Édimbourg en Écosse, d'Oslo en Norvège, de Stockholm en Suède et d'Hamina en Finlande.
De nos jours, l'un des festivals les plus renommés est le Edinburgh Military Tattoo. Celui-ci se déroule sur l'esplanade devant le château d'Édimbourg (Écosse) au mois d’août et est le point culminant du Festival international d'Édimbourg. La première édition de ce festival eut lieu en 1950. Il combine les sons traditionnels des cornemuses et des tambours avec les harmonies modernes des musiques militaires. Un autre  festival de ce genre est celui de Londres qui s'est tenu annuellement entre 1880 et 1999.
Le premier Tattoo dans la ville de Québec au Canada fut tenu en 1967, lors du 100e anniversaire de la confédération canadienne. Il avait été organisé par l'Armée canadienne. Depuis 2005, dans le cadre du Festival international de musiques militaires de Québec, le Tattoo militaire de Québec présente un spectacle impressionnant. Cet événement est le théâtre de fabuleux tableaux, hauts en couleur et parfois même exotiques. Le FIMMQ se déroule à la fin du mois d'août, dans les lieux historiques de la ville de Québec.
Il existe également un Tattoo dans la ville olympique d'Albertville, en Savoie. Le tout premier Tattoo d'Albertville s'est déroulé en 1975 et la commune propose depuis son Festival international de Musique militaire le premier weekend du mois de juillet. Ce festival, organisé chaque année bénévolement par les membres du comité des fêtes de la dite ville, jouit, de par son ancienneté, de la variété des formations qu'il propose et d'une importante réputation auprès des musiciens. À ce jour, 52 pays ont été représentés par plus de 146 formations françaises et internationales dans les rues de la cité olympique et ses alentours.
En Suisse romande (partie francophone), depuis 1999, chaque année au début septembre, se déroule l'Avenches Tattoo à Avenches dans le cadre de l'amphithéâtre. Ce festival se nommait autrefois Aventicum Musical Parade et depuis 2004, il a pris le nom d'Avenches Tattoo. À ce jour, il est le petit frère du Royal Edinburgh Military Tattoo ; et comme à Édimbourg, des formations militaires, des cornemuses et tambours sont à l'honneur dans l'ancienne capitale des Helvètes, Aventicum.